# Grand Prix FINA de nage en eau libre 2018
Navigation
Édition 2017 Édition 2019
L'édition 2018 du Grand Prix FINA de nage en eau libre se dispute entre les mois de février et août. Depuis cette année, la compétition se nomme FINA UltraMarathon Swim Series.

## Étapes
L'édition 2018 est composée de 3 étapes de plus de 10 kilomètres chacune :
| Date       | Lieu        | Distance | Dotation |
| ---------- | ----------- | -------- | -------- |
| 4 février  | Santa Fe    | 57 km    | ?        |
| 28 juillet | Lac St-Jean | 32 km    | ?        |
| 25 août    | Lac d'Ohrid | 25 km    | ?        |

## Attribution des points
À chacune des étapes du circuit des points sont attribués en fonction de la grille suivante à tous les nageurs et nageuses terminant la course dans le délai imparti.
| Classement | Dotation de 25000 $ ou plus | Dotation entre 20000 $ et 24999 $ | Dotation de moins de 20000 $ |
| ---------- | --------------------------- | --------------------------------- | ---------------------------- |
| 1          | 25                          | 20                                | 15                           |
| 2          | 19                          | 16                                | 11                           |
| 3          | 16                          | 14                                | 9                            |
| 4          | 13                          | 12                                | 7                            |
| 5          | 11                          | 10                                | 6                            |
| 6          | 9                           | 8                                 | 5                            |
| 7          | 7                           | 6                                 | 4                            |
| 8          | 5                           | 4                                 | 3                            |
| >8         | 4                           | 3                                 | 2                            |

## Classement final

### Hommes
| Place        | Nom                  | Nationalité       | Points |
| ------------ | -------------------- | ----------------- | ------ |
| 1            | Edoardo Stochino     | Italie            | 47     |
| 2            | Guillermo Bertola    | Argentine         | 29     |
| 3            | Evgenij Pop Acev     | Macédoine du Nord | 44     |
| 4            | Alexander Studzinski | Allemagne         | 23     |
| 5            | Xavier Desharnais    | Canada            | 21     |
| 6            | Francesco Ghettini   | Italie            | 15     |
| 7            | Santiago Enderica    | Équateur          | 12     |
| 7            | Aquiles Balaudo      | Argentine         | 12     |
| 7 (ex-aequo) | Edouard Lehoux       | France            | 11     |
| 10           | Joaquin Moreno       | Argentine         | 10     |

### Femmes
| Place | Nom              | Nationalité | Points |
| ----- | ---------------- | ----------- | ------ |
| 1     | Barbara Pozzobon | Italie      | 51     |
| 2     | Alice Franco     | Italie      | 31     |
| 3     | Pilar Geijo      | Argentine   | 26     |
| 4     | Cecilia Biagioli | Argentine   | 22     |
| 5     | Morgane Dornic   | France      | 19     |
| 6     | Daria Kulik      | Russie      | 13     |

## Vainqueurs par épreuve
| Étapes             | Hommes             | Hommes             |                  | Femmes             | Femmes |
| Étapes             | Vainqueur          | Temps              | Vainqueur        | Temps              |        |
| Santa Fe - Coronda | Guillermo Bertola  | 7 h 32 min 18 s 09 | Cecilia Biagioli | 7 h 33 min 47 s 70 |        |
| Lac Saint-Jean     | Edoardo Stochino   | 7 h 10 min 52 s 70 | Barbara Pozzobon | 7 h 35 min 20 s 60 |        |
| Lac d'Orchid       | Francesco Ghettini | 5 h 13 min 59 s 62 | Barbara Pozzobon | 5 h 22 min 59 s 30 |        |